# Rose B. Simpson
Rose Bean Simpson (Santa Clara Pueblo, 1983) é uma artista de multimídia que trabalha com cerâmica, metal, moda, pintura, música, performance e instalação. Ela vive e trabalha em Santa Clara Pueblo, no Novo México. Seu trabalho foi exibido no SITE Santa Fe (2008, 2015); no Museu do Ouvido (2009, 2010); no Museu de Arte Contemporânea Indígena, Santa Fé (2010); no Museu Nacional do Índio Americano, Smithsonian (2008); no Museu de Arte de Denver; Museu de Arte do Pomona College (2016); Galeria da Fundação Ford (2019); no Museu Wheelwright do Índio Americano (2017); no Instituto de Arte de Minneapolis (2019); Faculdade de Arte e Design de Savannah (2020); e no Museu de Arte de Nevada (2021).

## Educação
Simpson estudou arte na Universidade do Novo México e no Instituto de Artes Indígenas Americanas, Santa Fe, onde recebeu seu diploma em 2007. Ela fez um mestrado em Cerâmica na Rhode Island School of Design em 2011 e outro em Creative Non-Fiction do Institute of American Indian Arts em 2018. Ela também se formou no extinto programa de ciências automotivas do Northern New Mexico College em Española, no Novo México.

## Obra de arte
Simpson é um artista multimídia, cuja obra de arte investiga as questões complexas dos aspectos passados, presentes e futuros da tênue sobrevivência da humanidade em nossa atual condição ecológica.

## Exposições
Em 2021, Simpson abriu a exposição individual "Countdown", na Savannah College of Art and Design.
De 2019 a 2020, seu trabalho foi destaque na exposição itinerante, “Hearts of Our People”. Simpson exibiu a obra escultórica, Maria, uma homenagem à ceramista nativa americana de San Ildefonso, Maria Martinez, na qual ela modificou e personalizou um Chevy El Camino de 1985 com desenhos de cerâmica San Ildefonso (preto brilhante sobre preto fosco).
De 2018 a 2019, Simpson teve uma exposição individual retrospectiva no Wheelwright Museum of the American Indian, Santa Fe New Mexico, intitulada LIT: The Work of Rose B. Simpson. O museu produziu um catálogo do trabalho de Simpson em conjunto com a exposição.
Em 2016, teve uma exposição individual, intitulada Ground, no Pomona College Museum of Art, Califórnia. Nesta exposição, atuou no papel de artista e curadora. Ela explorou as coleções do museu para recontextualizar objetos históricos entre suas próprias esculturas para "obliterar a dicotomia ocidental de objetos estéticos versus objetos utilitários para propor uma estética indígena de uso e conectividade humana". Sua intenção ao fazê-lo era "aterrar-se é reconectar-se fisicamente à terra, enraizar, restaurar o poder, construir uma base sólida".
Em 2016, seu trabalho foi incluído em Con Cariño: Artists Inspired by Lowriders no Museu de Arte do Novo México.

## Coleções
- Clay Art Center de Port Chester, Nova York[22]
- Museu de Arte de Denver[23][24][25]
- Museu de Belas Artes de Boston[22]
- Museu de Arte de Portland[26]
- Museu Peabody Essex, Salem, MA[22]
- Museu de Arte Moderna de São Francisco[27]

## Prêmios e homenagens
- 2021 — Bolsa Joan Mitchell da Fundação Joan Mitchell[28]
- 2021 — Production and Exhibition Grant, Via Art Fund, Boston, MA[29]
- 2021 — Residência, The Fabric Workshop and Museum, Filadélfia, PA[30]
- 2021 — Residência, Instituto Tamarind, Albuquerque, NM[31]
- 2020 — Residência, Anderson Ranch Arts Residency, Snowmass, CO[32]
- 2020 — President's Award for Art and Activism, Women's Caucus for Art, Chicago, IL[33]
- 2017 — Bolsa da National Parks Foundation para uma residência no Aztec Ruins National Monument[34]
- 2013 — National Artist Fellowship, Native Arts & Cultures Foundation[35]

## Vida pessoal
Simpson vem de uma longa linhagem de artistas de cerâmica de Santa Clara Pueblo, incluindo sua mãe Roxanne Swentzell, sua tia-avó Nora Naranjo-Morse e seu tio-avô Michael Naranjo. Seu pai é o escultor Patrick Simpson.

## Carreira musical
Por vários anos, Simpson foi a vocalista da banda punk nativa americana Chocolate Helicopter. Ela também tocou na banda de hip-hop Garbage Pail Kidz.